# حصن السویق
قلعه سویق (به عربی: حصن السویق) یکی از قلعه‌های مشهور کشور پادشاهی عمان است، و یک ی از (نقاط دیدنی سلطنت عمان) به شمار می‌آید.
این قلعه در نزدیکی ساحل خلیج عمان، در شهرستان سویق در استان باطنه واقع شده‌است. قلعه سویق دارای سه برج دایره مانند در سه رکن قلعه می‌باشد، اما رکن چهارم قلعه دیواری مستطیل است. در سال ۱۸۶۱ میلادی قلعه مورد حملهٔ گروهی از شورشیان به سرپرستی شخصی بنام «آل سعد» قرار می‌گیرد، در همین هنگام والی منطقه بیرون از قلعه بود، زوجه والی بنام (جوخة بنت محمد بن أحمد البوسعیدی) وادار می‌شود که با شورشیان بجنگد و از قلعه و ساکنین آن حمایت کند، شجاعانه در برابر شورشیان مقاومت می‌کند، و دستور می‌دهد که سرکه و عسل داغ از بالای برج‌های قلعه بر سر شوشیان بریزند، اما به دلیل کمبود ذخیره، و تعداد زیاد افراد شورشیان، سرانجام قلعه سقوط می‌کند، و تمام ساکنان قلعه به همراه زوجه والی در اسارت می‌افتند.